# Francia en la Eurocopa 2004
La Selección de fútbol de Francia fue uno de los 16 equipos participantes en la Eurocopa 2004, que se llevó a cabo entre el 12 de junio y el 4 de julio en Portugal.
A pesar del desastre en el mundial del 2002, Francia defensora del título, partía como una de las grandes favoritas para llevarse el torneo. Fue asignada en el grupo B, su debut se dio el 13 de junio en el Estádio da Luz de Lisboa, en dicho compromiso venció agónicamente a Inglaterra por 2-1, Frank Lampard al minuto 38' marcó la victoria parcial para el conjunto inglés, pero Francia remontó en el tiempo de descuento, tras los dos tantos de Zinedine Zidane de tiro libre en el minuto 90'+1 y de penalti en el 90'+3. En el segundo encuentro disputado el 17 de junio en el Estadio Dr. Magalhães Pessoa de Leiría, igualó 2-2 ante Croacia, el croata Igor Tudor delantó al conjunto francés en el minuto 22' tras un gol en propia puerta, Milan Rapaić de penalti en el minuto 48' y Dado Pršo en el 52' dieron la victoria parcial al conjunto balcánico, pero David Trezeguet dio la igualdad en el marcador al minuto 64' para el conjunto galo. El último partido fue celebrado el 21 de junio en el Estadio Ciudad de Coímbra de Coímbra, venció por 3-1 ante Suiza, el suizo Johan Vonlanthen marcaba un gol tempranero en el minuto 2', pero Francia remontó tras los tantos de Zidane al minuto 43' y Thierry Henry por duplicado al 76' y 84'. Francia se clasificó como líder del grupo.
En cuartos de final, disputado en 25 de junio en el Estádio José Alvalade de Lisboa, Francia cayó eliminada sorpresivamente por 0-1 ante Grecia, que demostró su solidez defensiva y doblegó a los galos en el aspecto táctico, Angelos Charisteas tras perfecto cabezazo marcó al minuto 65' el único gol del partido. Así se consumó una de las mayores sorpresas en la historia de la Eurocopa.

## Clasificación
| Equipo    | Pts | PJ | PG | PE | PP | GF | GC | Dif |
| --------- | --- | -- | -- | -- | -- | -- | -- | --- |
| Francia   | 24  | 8  | 8  | 0  | 0  | 29 | 2  | 27  |
| Eslovenia | 14  | 8  | 4  | 2  | 2  | 15 | 12 | 3   |
| Israel    | 9   | 8  | 2  | 3  | 3  | 9  | 11 | -2  |
| Chipre    | 8   | 8  | 2  | 2  | 4  | 9  | 18 | -9  |
| Malta     | 1   | 8  | 0  | 1  | 7  | 5  | 24 | -19 |

| Fecha                    | Lugar       |           |                      | Resultado |                      |           |
| ------------------------ | ----------- | --------- | -------------------- | --------- | -------------------- | --------- |
| 7 de septiembre de 2002  | Nicosia     | Chipre    | Bandera de Chipre    | 1:2 (1:1) | Bandera de Francia   | Francia   |
| 12 de octubre de 2002    | Saint-Denis | Francia   | Bandera de Francia   | 5:0 (2:0) | Bandera de Eslovenia | Eslovenia |
| 16 de octubre de 2002    | Ta' Qali    | Malta     | Bandera de Malta     | 0:4 (0:2) | Bandera de Francia   | Francia   |
| 29 de marzo de 2003      | Lens        | Francia   | Bandera de Francia   | 6:0(2:0)  | Bandera de Malta     | Malta     |
| 2 de abril de 2003       | Palermo     | Israel    | Bandera de Israel    | 1:2 (1:2) | Bandera de Francia   | Francia   |
| 6 de septiembre de 2003  | Saint-Denis | Francia   | Bandera de Francia   | 5:0 (3:0) | Bandera de Chipre    | Chipre    |
| 10 de septiembre de 2003 | Ljubljana   | Eslovenia | Bandera de Eslovenia | 0:2 (0:1) | Bandera de Francia   | Francia   |
| 11 de octubre de 2003    | Saint-Denis | Francia   | Bandera de Francia   | 3:0 (3:0) | Bandera de Israel    | Israel    |

## Preparación
| Fecha                   | Lugar         |              |                             | Resultado |                    |         |
| ----------------------- | ------------- | ------------ | --------------------------- | --------- | ------------------ | ------- |
| 15 de noviembre de 2003 | Gelsenkirchen | Alemania     | Bandera de Alemania         | 0:3       |                    | Francia |
| 18 de febrero de 2004   | Bruselas      | Bélgica      | Bandera de Bélgica          | 0:2       |                    | Francia |
| 31 de marzo de 2004     | Rotterdam     | Países Bajos | Bandera de los Países Bajos | 0:0       |                    | Francia |
| 20 de mayo de 2004      | Saint-Denis   | Francia      |                             | 0:0       | Bandera de Brasil  | Brasil  |
| 28 de mayo de 2004      | Montpellier   | Francia      |                             | 4:0       | Bandera de Andorra | Andorra |
| 6 de junio de 2004      | Saint-Denis   | Francia      |                             | 1:0       | Bandera de Ucrania | Ucrania |

## Jugadores
| #  | Nombre              | Posición      | Club                  |
| -- | ------------------- | ------------- | --------------------- |
| 1  | Mickaël Landreau    | Portero       | FC Nantes             |
| 2  | Jean-Alain Boumsong | Defensa       | AJ Auxerre            |
| 3  | Bixente Lizarazu    | Defensa       | FC Bayern de Múnich   |
| 4  | Patrick Vieira      | Mediocampista | Arsenal FC            |
| 5  | William Gallas      | Defensa       | Chelsea FC            |
| 6  | Claude Makélélé     | Mediocampista | Chelsea FC            |
| 7  | Robert Pirès        | Mediocampista | Arsenal FC            |
| 8  | Marcel Desailly     | Defensa       | Chelsea FC            |
| 9  | Louis Saha          | Delantero     | Manchester United     |
| 10 | Zinedine Zidane     | Mediocampista | Real Madrid CF        |
| 11 | Sylvain Wiltord     | Delantero     | Arsenal FC            |
| 12 | Thierry Henry       | Delantero     | Arsenal FC            |
| 13 | Mikaël Silvestre    | Defensa       | Manchester United     |
| 14 | Jérôme Rothen       | Mediocampista | AS Mónaco             |
| 15 | Lilian Thuram       | Defensa       | Juventus FC           |
| 16 | Fabien Barthez      | Portero       | Olympique de Marsella |
| 17 | Olivier Dacourt     | Mediocampista | AS Roma               |
| 18 | Benoît Pedretti     | Mediocampista | FC Sochaux            |
| 19 | Willy Sagnol        | Defensa       | FC Bayern de Múnich   |
| 20 | David Trezeguet     | Delantero     | Juventus FC           |
| 21 | Steve Marlet        | Delantero     | Olympique de Marsella |
| 22 | Sidney Govou        | Delantero     | Olympique de Lyon     |
| 23 | Grégory Coupet      | Portero       | Olympique de Lyon     |
| DT | Jacques Santini     |               |                       |

## Participación

### Grupo B
| Selección  | Pts | PJ | PG | PE | PP | GF | GC | Dif |
| ---------- | --- | -- | -- | -- | -- | -- | -- | --- |
| Francia    | 7   | 3  | 2  | 1  | 0  | 7  | 4  | 3   |
| Inglaterra | 6   | 3  | 2  | 0  | 1  | 8  | 4  | 4   |
| Croacia    | 2   | 3  | 0  | 2  | 1  | 4  | 6  | −2  |
| Suiza      | 1   | 3  | 0  | 1  | 2  | 1  | 6  | −5  |

| 13 de junio de 2004, 19:45 | Francia                    | 2:1 (0:1) | Inglaterra  | Estádio da Luz, Lisboa                                  |                                                         |
|                            | Zidane 90+1', 90+3' (pen.) |           | Lampard 38' | Asistencia: 62 487 espectadores Árbitro(s): Markus Merk | Asistencia: 62 487 espectadores Árbitro(s): Markus Merk |

| 17 de junio de 2004, 19:45 | Croacia                      | 2:2 (0:1) | Francia                          | Estadio Dr. Magalhães Pessoa, Leiría                           |                                                                |
|                            | Rapaić 48' (pen.) · Pršo 52' |           | Tudor 22' (a.g.) · Trezeguet 64' | Asistencia: 29 160 espectadores Árbitro(s): Kim Milton Nielsen | Asistencia: 29 160 espectadores Árbitro(s): Kim Milton Nielsen |

| 21 de junio de 2004, 19:45 | Suiza         | 1:3 (1:1) | Francia                     | Estadio Ciudad de Coímbra, Coímbra                       |                                                          |
|                            | Vonlanthen 2' |           | Zidane 43' · Henry 76', 84' | Asistencia: 28 111 espectadores Árbitro(s): Luboš Michel | Asistencia: 28 111 espectadores Árbitro(s): Luboš Michel |

### Cuartos de final
| 25 de junio de 2004, 19:45                                       | Francia | 0:1 (0:0) | Grecia         | Estádio José Alvalade, Lisboa                            |                                                          |
|                                                                  |         |           | Charisteas 65' | Asistencia: 45 390 espectadores Árbitro(s): Anders Frisk | Asistencia: 45 390 espectadores Árbitro(s): Anders Frisk |
| Primera clasificación de Grecia a una semifinal de una Eurocopa. |         |           |                |                                                          |                                                          |

## Estadísticas

### Posiciones

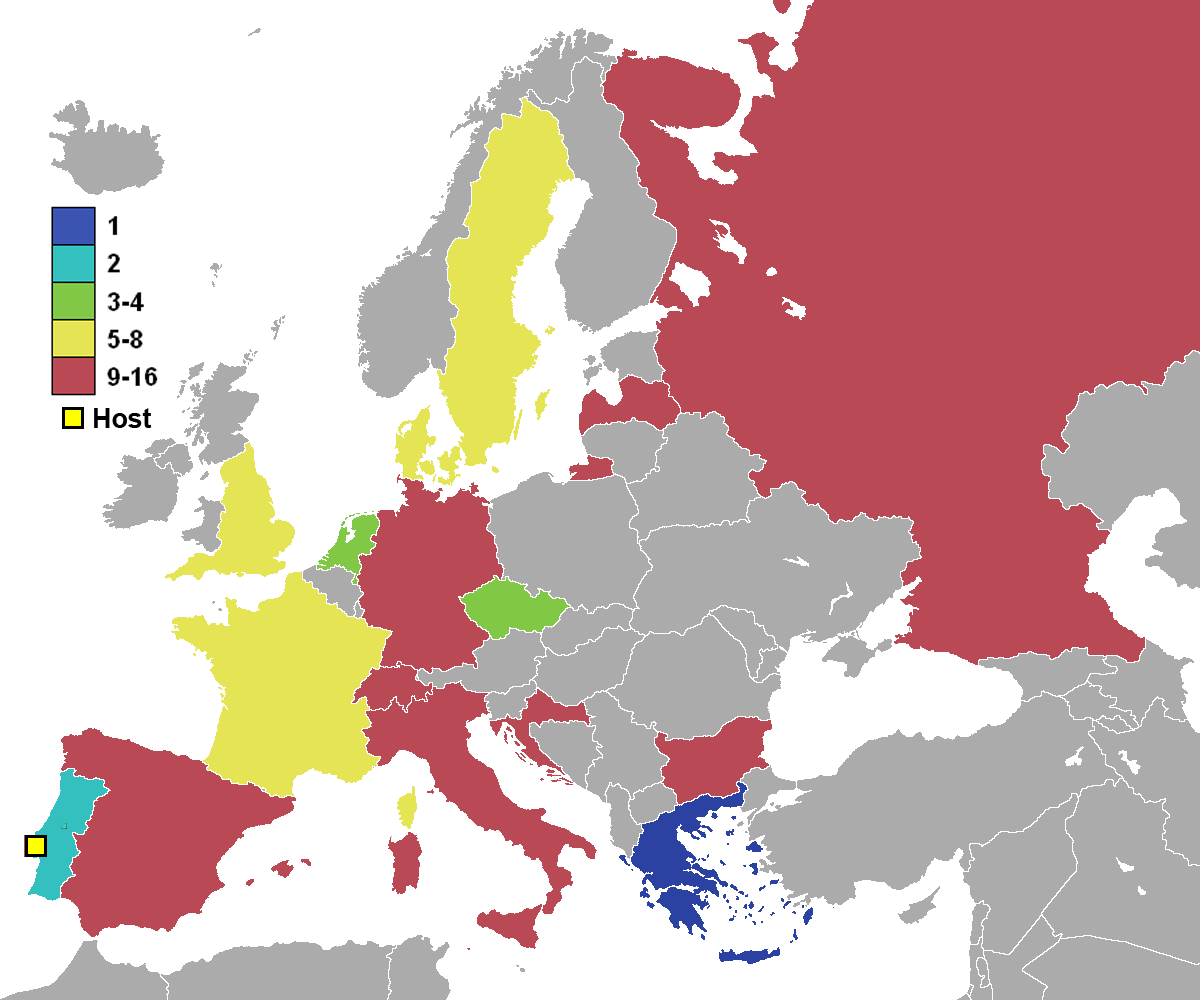
Mapa según los resultados de la Eurocopa 2004.

#### Clasificación general
| Equipo | Equipo          | Pts | PJ | PG | PE | PP | GF | GC | Dif | Rend   |
| ------ | --------------- | --- | -- | -- | -- | -- | -- | -- | --- | ------ |
| 1      | Grecia          | 13  | 6  | 4  | 1  | 1  | 7  | 4  | 3   | 72.22% |
| 2      | Portugal        | 10  | 6  | 3  | 1  | 2  | 8  | 6  | 2   | 55.56% |
| 3      | República Checa | 12  | 5  | 4  | 0  | 1  | 10 | 5  | 5   | 80%    |
| 4      | Países Bajos    | 5   | 5  | 1  | 2  | 2  | 7  | 6  | 1   | 33.33% |
| 5      | Inglaterra      | 7   | 4  | 2  | 1  | 1  | 10 | 6  | 4   | 58.33% |
| 6      | Francia         | 7   | 4  | 2  | 1  | 1  | 7  | 5  | 2   | 58.33% |
| 7      | Suecia          | 6   | 4  | 1  | 3  | 0  | 8  | 3  | 5   | 50%    |
| 8      | Dinamarca       | 5   | 4  | 1  | 2  | 1  | 4  | 5  | −1  | 41.67% |
| 9      | Italia          | 5   | 3  | 1  | 2  | 0  | 3  | 2  | 1   | 55.56% |
| 10     | España          | 4   | 3  | 1  | 1  | 1  | 2  | 2  | 0   | 44.44% |
| 11     | Rusia           | 3   | 3  | 1  | 0  | 2  | 2  | 4  | −2  | 33.33% |
| 12     | Alemania        | 2   | 3  | 0  | 2  | 1  | 2  | 3  | −1  | 22.22% |
| 13     | Croacia         | 2   | 3  | 0  | 2  | 1  | 4  | 6  | −2  | 22.22% |
| 14     | Letonia         | 1   | 3  | 0  | 1  | 2  | 1  | 5  | −4  | 11.11% |
| 15     | Suiza           | 1   | 3  | 0  | 1  | 2  | 1  | 6  | −5  | 11.11% |
| 16     | Bulgaria        | 0   | 3  | 0  | 0  | 3  | 1  | 9  | −8  | 0%     |

### Goleadores
| Jugador         | Goles | PJ | Minuto |
| --------------- | ----- | -- | ------ |
| Zinedine Zidane | 3     | 4  | 360'   |
| Thierry Henry   | 2     | 4  | 360'   |
| David Trezeguet | 1     | 4  | 325'   |